# Prográmaton
Prográmaton  es el quinto álbum de estudio de la banda de rock alternativo Zoé, lanzado el 29 de octubre del 2013 por Universal Music Group de México (antes EMI Music México). Fue producido por Phil Vinall, pocos días antes de la salida del álbum en la página oficial de Zoé, se subieron cortos de las canciones los cuales se desbloqueaban al tuitear con el hashtag del nombre de la canción. Su primer sencillo fue «10 A.M.» el cual consta de un video, «Arrullo de Estrellas» es el segundo sencillo y también consta de un video, el tercer sencillo es «Fin de Semana».

## Historia
Tras haber salido el disco acústico MTV Unplugged/Música de fondo (2011), Zoé decidió tomarse 2 años para concluir en el 2013 su trabajo de estudio Prográmaton, el cual en su versión estándar contuvo 10 canciones. Después salió el vinilo con 2 canciones extras.
León Larregui dedicó el disco a su madre ya que ella falleció en el transcurso de la producción; escribió varias canciones para ella las cuales son «Fin de Semana», «Andrómeda» y «Arrullo de Estrellas».

## Personal
Zoé
- León Larregui - Voz, Teclados y guitarra acústica.
- Sergio Acosta - guitarra principal, guitarra acústica, guitarra barítono, Bajo, Teclados, Ukelele, Vocoder y Glockenspiel.
- Ángel Mosqueda - Bajos, guitarras, guitarra acústica, Teclados, Voz, Toy Piano, Glockenspiel y programación.
- Rodrigo Guardiola - Batería, Percusiones y Bajo con Lápiz.
- Jesús Báez - Teclados, Vocoder y Voz.

Músicos Invitados
- Andrés Sánchez - Teclados, Arreglos De Synth Strings, Arreglo de Bajo. Temas 3, 7 y 8.
- Ariel Aguisky A.K.A Capri - Teclados. Temas 3 y 7.
- Bei Bei - Gu Zheng. Tema 8
- Belly Dorian - Teclados. Tema 5
- Phill Vinall - Bajos y guitarras adicionales, percusiones, ruidos adicionales, Matamoscas eléctrico, Arpa Judía y programación. Temas: 1, 2, 3, 5, 6, 7, 8, 9 y 10
- Felipe Ceballos - Percusiones, Teclados. Temas: 2, 3, 4, 7, 8 y 10
- Saúl Ledezma - Cítara. Tema: 7
- Yamil Rezc - Batería, Vibráfono. Temas: 6 y 9
- Aplausos: Rodrigo Guardiola, Felipe Ceballos, Luis López Valls, Nina Blancq-Cazaux y Falkwyn de Goyeneche. Tema 4

## Lista de canciones
Todas las canciones escritas y compuestas por León Larregui, con excepción de Altamar, escrita por Jesús Baez. 
| Prográmaton (Estándar) |                                       |          |  |
| N.º                    | Título                                | Duración |  |
| 1.                     | «10 A.M.»                             | 3:29     |  |
| 2.                     | «Cámara Lenta»                        | 5:00     |  |
| 3.                     | «Dos Mil Trece»                       | 4:30     |  |
| 4.                     | «Fin de Semana»                       | 3:11     |  |
| 5.                     | «Arrullo de Estrellas»                | 4:12     |  |
| 6.                     | «Ciudades Invisibles»                 | 4:09     |  |
| 7.                     | «Panoramas»                           | 3:41     |  |
| 8.                     | «Game Over Shanghai» (Liu Yang River) | 5:05     |  |
| 9.                     | «Andrómeda»                           | 3:44     |  |
| 10.                    | «Sedantes»                            | 5:21     |  |
| 11.                    | «Altamar»                             | 3:38     |  |
| 46:05                  |                                       |          |  |

| S.O.S. Prográmaton, Bonus Track del Doble Vinyl |                                             |          |  |
| N.º                                             | Título                                      | Duración |  |
| 12.                                             | «S.O.S.»                                    | 5:01     |  |
| 13.                                             | «Arrullo de Estrellas» (Sánchez Dub Rework) | 7:06     |  |
| 58:12                                           |                                             |          |  |

## Sencillos
1. «10 A.M.»
2. «Arrullo de Estrellas»
3. «Fin de Semana»

## Certificaciones
| País   | Organismo certificador | Certificación    | Ventas certificadas | Ref.  |
| ------ | ---------------------- | ---------------- | ------------------- | ----- |
| México | AMPROFON               | 3× Platino + Oro | 490 000             | [ 2 ] |